# Ernst Köppen
Ernst Köppen (* 11. Oktober 1918 in Berlin; † 11. Februar 1989 ebenda) war ein deutscher Politiker (SPD).
Ernst Köppen besuchte eine Oberschule, die er mit dem Abitur abschloss. Er studierte Maschinenbau an der Technischen Hochschule Berlin. Später machte er eine Lehrerausbildung, die er mit der Ersten und Zweiten Lehrerprüfung abschloss. Er wurde Lehrer, später auch Rektor. 1959 trat er der SPD bei. Köppen wurde schließlich Schulrat. Im Oktober 1970 rückte er in das Abgeordnetenhaus von Berlin nach, da Horst Nauber ausgeschieden war. 1975 schied Köppen aus dem Parlament aus.